# Edinburgh Festival Fringe
Edinburgh Festival Fringe startade 1947 och är världens största festival för all form av scenkonst. Fringe är det engelska ordet för motsvarigheten till fria teatergrupper. Festivalen arrangeras varje år under drygt tre veckor i Edinburgh, Skottland.